# Під знаком однорогої корови
«Під знаком однорогої корови» («Под знаком однорогой коровы») — радянський художній фільм 1986 року, знятий режисером Хасаном Хажкасімовим на Кіностудії ім. М. Горького.

## Сюжет
Дванадцятирічний Азамат проводить літні канікули на селі. Після чергової прокази онука дід відправляє його на високогірне пасовище. Там у колі пастухів хлопчик спочатку почувається не зовсім затишно. А однолітки не втрачають нагоди посміятися з того, як Азамат пасе стадо і вичищає загони. Але незабаром хлопчику стає важливішим ставлення до нього пастухів та дружба з однорогою коровою, з якою він часто грає у футбол.

## У ролях
- Едік Каров — Азамат
- Муса Дудаєв — Інал, дід Азамата
- Хужа Кумахова — бабуся Азамата
- Леван Пілпані — Теміркан, директор тваринницького господарства
- Володимир Іванов — Мац, пастух
- Ельвіра Бляніхова — Мадіна
- Аслан Беров — Мурат
- Гія Роїнішвілі — Мамук, масовик-витівник, екскурсовод
- Сос Саркісян — Тобі, артист, друг Іналу
- Валерій Балкізов — епізод
- Куна Жакамухова — епізод
- С. Куніжев — епізод
- Магомет Кучуков — епізод
- Таубі Рахаєв — епізод
- Олександра Соколова — епізод
- Хамід Юсупов — епізод
- Т. Тхазапліжов — епізод
- Рамета Апажихова — епізод
- Заріта Боготова — епізод
- Світлана Пачева — епізод
- Мухаб Балагов — епізод
- Гриша Кравцов — епізод
- Заур Марімуков — епізод
- Женя Тлапшоков — епізод
- Алік Шхалішхов — епізод

## Знімальна група
- Режисер — Хасан Хажкасімов
- Сценарист — Олександр Бородянський
- Оператор — Володимир Липовой
- Композитор — Віктор Кисін
- Художник — Сергій Серебреников